# Ouratea revoluta
Ouratea revoluta là một loài thực vật có hoa trong họ Ochnaceae. Loài này được (C. Wright ex Griseb.) Engl. mô tả khoa học đầu tiên năm 1876.